# Ischnodon australis
Ischnodon australis — вид монотипового роду ссавців з ряду бандикутоподібних (Peramelemorphia). Рід містить один вид — Ischnodon australis.
З грецької мови Ischnodon означає «тонкий зуб», посилаючись на тонкі премоляри. Видова назва вказує на Австралію. Ischnodon відомий з єдиного фрагмента правої нижньої щелепи, який містить перші два моляри й перші два премоляри. Розмір щелепи вказує на розміри тварини, зрівнянні з сучасними білбі.